# Kryminalne gry
Kryminalne gry – serial dokumentalny przedstawiający przebieg prowadzonych śledztw oraz techniki pracy policji mające doprowadzić do postawienia przestępców przed wymiarem sprawiedliwości. Produkcja dostarcza widzowi informacje na temat gier pomiędzy policjantami a przestępcami, które w wielu przypadkach przybierają nieoczekiwany obrót. W produkcji przestawione są zarówno udane operacje Policji, jak i te zakończone porażką.
Prezentowane w drugiej serii odcinki Kryminalnych gier dotyczą głośnych śledztw w sprawach: pedofila z Katowic, dzieciobójstwa w Czerniejowie, podwójnego zabójstwa bezwzględnego gangu szantażystów w Łodzi, rozbicia siatki handlarzy narkotyków w Warszawie oraz poszukiwań groźnego zabójcy, poszukiwanego międzynarodowym listem gończym.

## Odcinki

### 1, 2, 3: Zabójstwo Bosmana ze Szczecina
Pod koniec listopada 2001 roku w lesie pod Szczecinem policjanci odnaleźli zwłoki 40-letniego mężczyzny. Na podstawie odcisków palców dokonano identyfikacji zabitego. Był nim Bosman – znany szczeciński gangster, który miał na koncie wiele napadów i był podejrzewany o udział w handlu narkotykami.
Sekcja zwłok wykazała, iż śmierć Bosmana nastąpiła wskutek brutalnego pobicia. Drobiazgowe śledztwo policji doprowadziło do zatrzymania czterech sprawców zdarzenia. Byli wśród nich: Kaktus, Keba, Obi oraz Marcel. Morderstwo Bosmana okazało się być klasycznym przykładem gangsterskich porachunków i walki o wpływy w szczecińskim światku przestępczym.
Emisja: 3, 10, 17 września 2002 roku

### 4, 5: Złodzieje Samochodów – Bydgoszcz
Jednemu z mieszkańców Bydgoszczy skradziono samochód. Złodzieje, znając numer jego telefonu komórkowego postanowili skontaktować się z poszkodowanym. Zaproponowali, że po zapłaceniu określonej kwoty, samochód zostanie zwrócony. Mężczyzna zgodził się, ale zgłosił to zdarzenie policji.
Po ustaleniu przez złodziei terminu przekazania pieniędzy policjanci wraz z właścicielem skradzionego samochodu zorganizowali zasadzkę. Bandyci byli zdeterminowani – podczas policyjnej obławy padły strzały, a jeden ze złodziei chciał przejechać policjanta. Jednak akcja zakończyła się sukcesem: zatrzymano kilku młodych mężczyzn działających w dobrze zorganizowanym gangu. Mężczyzna odzyskał samochód, nie płacąc złodziejom żadnych pieniędzy.
Emisja: 24 września, 1 października 2002 roku

### 6, 7: Handel kradzionymi samochodami dostawczymi – Wrocław
Prokuratura Rejonowa we Wrocławiu oraz miejscowi policjanci wpadli na trop gangu przemycającego do Polski samochody dostawcze. Auta były kradzione w krajach Unii Europejskiej. W Niemczech przerabiano numery identyfikacyjne i sporządzano fałszywe dokumenty pojazdów. Samochody były przewożone przez granicę na lawetach. Oszuści sprzedawali je w auto-komisach, na giełdach oraz swoim bliskim znajomym. Policjanci musieli zabezpieczyć samochody i odebrać je ludziom, którzy nie wiedzieli o faktycznym pochodzeniu pojazdów...
Emisja: 15, 22 października 2002 roku

### 8: Hodowla i sprzedaż narkotyków – Kielce
Poszukiwani przez Komendę Wojewódzką Policji w Kielcach: Włodzimierz B. oraz Adam K. przez dłuższy czas unikali aresztowania. Prokuratura stawiała im między innymi zarzut hodowli konopi indyjskich, z których pozyskuje się marihuanę. Za przestępcami wystawiono 4 listy gończe. W ten sposób mężczyźni znaleźli się w dziesiątce najbardziej poszukiwanych przestępców województwa świętokrzyskiego.
Kieleckim policjantom udało się zlokalizować ich kryjówkę. W wyniku sprawnie przeprowadzonej akcji schwytano Włodzimierza B., zaś Adam K. zdążył opuścić kryjówkę na kilka godzin przed policyjnym „nalotem”. Po 10 miesiącach policjanci otrzymali informację, że Adam K. może nazajutrz pojawić się na weselu siostrzenicy. W wyniku policyjnej zasadzki ostatni podejrzany trafił do więzienia. Zabezpieczono kilkanaście tysięcy sadzonek marihuany, o łącznej wartości blisko 8 milionów złotych. Aresztowanym mężczyznom grozi do 8 lat więzienia.
emisja: 8 października 2002 roku

### 9: 17 lat po zbrodni – Łódź
W listopadzie 1984 roku w Łodzi nieznany sprawca dokonał zabójstwa dwóch kobiet poprzedzonego pobiciem i zdemolowaniem mieszkania ofiar. Śledztwo utknęło w martwym punkcie. Jedynymi zabezpieczonymi śladami w sprawie były odciski palców mężczyzny.
Po 17 latach od popełnienia zbrodni nastąpił przełom w zamkniętym już dawno śledztwie. Komputerowa baza danych linii papilarnych (tak zwany AFIS) pozwoliła policjantom na odnalezienie mężczyzny, który przed laty (być może w dniu morderstwa) przebywał w mieszkaniu ofiar. Policjanci zaczęli obserwować mieszkanie podejrzanego. Wreszcie: zatrzymali go w jednej z osiedlowych knajp. Rozpoczęły się przesłuchania. Mężczyzna do niczego się nie przyznał. Prokurator z braku innych dowodów zdecydował, że należy go zwolnić z aresztu...
emisja: 5 listopada 2002 roku

### 10: Morderstwo – Gdańsk
29 sierpnia 2002 roku na śmietniku jednego z gdańskich osiedli znaleziono zmasakrowane zwłoki mężczyzny. Obrażenia na całym ciele sugerowały, że przed śmiercią był bity. Miał skrępowane ręce i nogi, a na głowę zarzucony worek. Pierwsza z hipotez śledztwa sugerowała, iż chodzi być może o porachunki mafijne. Przełomem w dochodzeniu okazały się badania daktyloskopijne. Eksperci z laboratorium kryminalistycznego zidentyfikowali zamordowanego na podstawie odcisków palców.
Okazało się, że Andrzej R. był w przeszłości wielokrotnie karany (m.in. za molestowanie kobiet i bicie konkubiny) i jego odciski były w policyjnej kartotece. W trakcie dalszych czynności śledczych ustalono, że była konkubina Andrzeja R. mieszka zaledwie 30 metrów od śmietnika, w którym znaleziono jego zwłoki. Policjanci podjęli decyzję o aresztowaniu kobiety. W jej mieszkaniu zatrzymano także dwóch mężczyzn, którzy podczas przesłuchań potwierdzili że, pomogli kobiecie w dokonaniu morderstwa.
emisja: 29 października 2002 roku

### 11, 12: Handel marihuaną – Kielce
Policjanci z Komendy Wojewódzkiej w Kielcach wpadli na trop grupy przestępczej zajmującej się rozprowadzaniem marihuany przemycanej z zagranicy. Kolejnymi etapami śledztwa okazały się zatrzymania pośredników rozprowadzających towar na terenie województwa świętokrzyskiego. Podczas przesłuchania pierwszego z zatrzymanych policjanci uzyskali cenne informacje na temat kobiety, od której odbierał on narkotyki. W czasie przeszukania w jej domu zabezpieczono 10 kg marihuany. Przesłuchiwana przez policjantów kobieta zeznała, że narkotyki sprowadzał do Polski jej mąż – Tadeusz G. Okazało się jednak, że nie ma go w kraju. Zatrzymano go kilka dni później, kiedy turystycznym autobusem wracał z kolejnego wyjazdu do Szwajcarii. Tadeusz G. podczas kolejnych przesłuchań starał się oczyścić z zarzutów swoją żonę. Wskazał też pośrednika, któremu przekazywał towar. Przygotowując się do aresztowania ostatniego z handlarzy policjanci podjęli szczególne środki ostrożności: w akcji wzięła udział brygada antyterrorystyczna...
emisja: 12 i 19 listopada 2002

### 13, 14: Zabójstwo dziecka – Poznań
Na początku września opinią publiczną wstrząsnęła okrutna zbrodnia popełniona w okolicach Poznania: w biały dzień nieznany sprawca brutalnie pobił młodą matkę, a jej niespełna rocznego synka zamordował. Sekcja zwłok wykazała, że dziecko zmarło w wyniku bestialskiego pobicia i duszenia. Matka chłopca cudem przeżyła.
W śledztwo zostały zaangażowane duże siły policyjne. Dzięki temu rozpytano blisko 3000 osób mieszkających w sąsiedztwie miejsca, gdzie popełniono zbrodnię. Zweryfikowano alibi kilkudziesięciu mężczyzn skazywanych w przeszłości za podobne przestępstwa. Uruchomiono także specjalny całodobowy numer telefonu, pod który dzwoniły setki osób chcących pomóc w śledztwie. Policjanci sprawdzali każdą informację i poszlakę.
emisja: 26 listopada i 3 grudnia 2002

### 15: Kurierzy śmierci – Poznań
Na początku października 2002 roku funkcjonariusze poznańskiego oddziału CBŚ zatrzymali 12 osób, które próbowały przemycić blisko 180 kg haszyszu z Nepalu, Katmandu i Singapuru. Wśród zatrzymanych byli kurierzy, czyli osoby zajmujące się przemytem narkotyków na zlecenie. Szlak, którym przemycali narkotyki wiódł do Holandii i Szwajcarii.
Zatrzymanie tak dużej liczby osób były efektem półrocznego śledztwa. Jak wyglądał werbunek kurierów? Gdzie ukrywano przemycane narkotyki? Ile pieniędzy kurier otrzymywał za udany kurs? To tylko niektóre wątki policyjnego śledztwa, które doprowadziło do rozbicia przestępczej siatki przemytników nazywanych „kurierami śmierci”.
emisja: 10 grudnia 2002

### 16: Strzelanina w Spale – Łódź
23 sierpnia 2002 roku łódzcy policjanci uzyskali informację, że na terenie Centralnego Ośrodka Sportu w Spale ma dojść do konfrontacji dwóch grup przestępczych z Radomia i Łodzi. Policjanci musieli zareagować natychmiast. Cel był jeden: za wszelką cenę nie dopuścić do strzelaniny między bandytami; szczególnie, że mogło do niej dojść w miejscu publicznym. Policjanci zdawali sobie sprawę, że może to być jedna z najtrudniejszych akcji w ich dotychczasowej służbie...
Antyterroryści i specjalne grupy szturmowe przez kilkanaście następnych godzin czekały zaczajone w lasach przylegających do COS-u w Spale. Policyjni zwiadowcy w nie oznakowanych radiowozach obserwowali teren wewnątrz ośrodka. W pewnej chwili na jednym z parkingów zauważono podejrzane samochody. Wokół nich kręcili się jacyś mężczyźni, którzy wyraźnie na kogoś czekali. Niektórzy z nich mieli przy sobie ukrytą w reklamówkach broń. Dłużej nie można było czekać. Grupy szturmowe wkroczyły do akcji. Zdesperowani gangsterzy najechali na dwóch próbujących zatrzymać ich funkcjonariuszy. Policja musiała otworzyć ogień.
emisja: 17 grudnia 2002

### 17, 18: Nożownik – Chojnice
1 listopada 2002 roku mieszkańcami Chojnic wstrząsnęła okrutna zbrodnia: nieznany sprawca zamordował 19-letnią Małgorzatę K., zadając jej kilkanaście ciosów nożem. Jedynym świadkiem zdarzenia był stróż magazynu, w którym dziewczyna ukryła się uciekając przed zabójcą. Tylko on przez ułamki sekund widział twarz mordercy, zanim otrzymał od niego kilka ciosów nożem. Na szczęście – przeżył. Policjanci rozpoczęli rutynowe działania operacyjne. W ich wyniku zabezpieczono rękawiczki należące do zamordowanej nastolatki, ślady butów mordercy i czarną kurtkę, najprawdopodobniej należącą do sprawcy. Policjanci sprawdzili całą okolicę, gdzie dokonano zbrodni. Przełomem w śledztwie okazała się rewizja w mieszkaniu dziewczyny jednego z podejrzanych mężczyzn. Znaleziono tam między innymi ślady krwi.
emisja: 7 i 14 stycznia 2003

### 19, 20: Porwanie – Łódź
Wiosną 2002 roku została uprowadzona żona łódzkiego biznesmena. Po kilku godzinach porywacze zadzwonili do zdesperowanego męża kobiety i zażądali za jej uwolnienie 400 tysięcy dolarów. Biznesmen nie miał takiej sumy i potrzebował czasu na jej zebranie. Zaczęły się dramatyczne negocjacje. W ciągu kilku następnych dni bandyci wielokrotnie grozili, że jeżeli mężczyzna nie spełni ich żądań, zabiją jego żonę. Po 14 dniach biznesmen przekazał okup i kobieta została uwolniona. Wtedy policjanci z Komendy Wojewódzkiej Policji w Łodzi rozpoczęli drobiazgowe śledztwo. Sprawdzano wszelkie poszlaki i tropy, prowadzono liczne obserwacje, weryfikowano dane osób skazywanych w przeszłości za podobne przestępstwa.
Po miesiącu wszystkie osoby zamieszane w porwanie zostały namierzone... 25 czerwca doszło do spektakularnej akcji, w której wzięło udział blisko 180 policjantów oraz kilka brygad antyterrorystycznych. W jednym momencie, o tej samej godzinie, na terenie całego województwa łódzkiego miało być zatrzymanych 12 osób podejrzanych o udział w porwaniu.
Emisja: 21, 28 stycznia 2003